# 매리설산

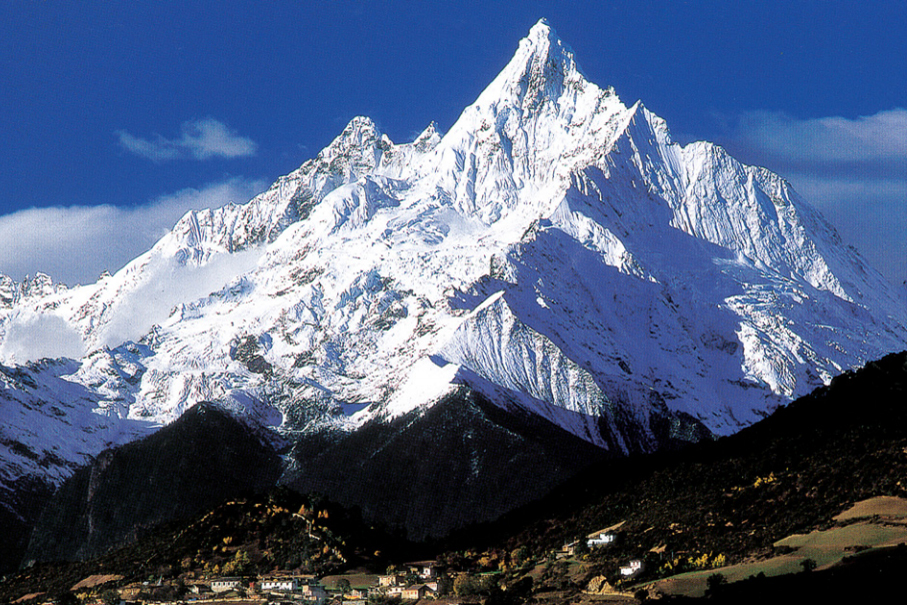
산기슭에서 올려다본 메이리 설산 주봉

매리설산(중국어: 梅里雪山, 병음: Méilǐ Xuěshān), 마인리(སྨན་རི།) 또는 민링 설산(티베트문: སྨིན་གླིང་གངས་རི།, 와일리: smin gling gangs ri)은 중국 성인 윈난성의 산맥이다. 이 산맥은 성의 북서쪽 경계에 인접해 있으며, 서쪽으로는 누장강과 동쪽으로는 란창강에 의해 경계를 이룬다. 메이리 설산은 더 큰 누산맥의 하위 산맥이며, 누산맥 자체는 헝돤산맥 그룹의 구성 산맥이다.
산맥의 정점은 해발 6,000미터(20,000피트) 이상으로 솟아 있으며, 동서쪽에 위치한 강 계곡(해발 1,500미터(4,900피트)에서 1,900미터(6,200피트) 사이) 위로 인상적인 솟아오름을 자랑한다. 가장 높은 산꼭대기는 카와카르포로 6,740미터(22,110피트)에 달한다. 카와카르포는 티베트 불교 신자들에게 신성하게 여겨진다. 다른 중요한 봉우리로는 몐쯔무, 코가르 라카 및 자아리렌안이 있다. 규제와 위험한 조건으로 인해 이 산맥의 주요 봉우리 중 어느 곳도 등정된 적이 없다.

## 이름
티베트에서는 사람들이 보통 이 산을 봉우리 이름인 카와카르포 또는 타이쯔(황태자) 설산으로 부른다.
티베트어로 "메이리/마인리"는 약초 산을 의미한다. 사람들은 이 산에 귀한 약초가 많기 때문에 "메이리/마인리"라고 이름 붙였다.

## 주요 봉우리

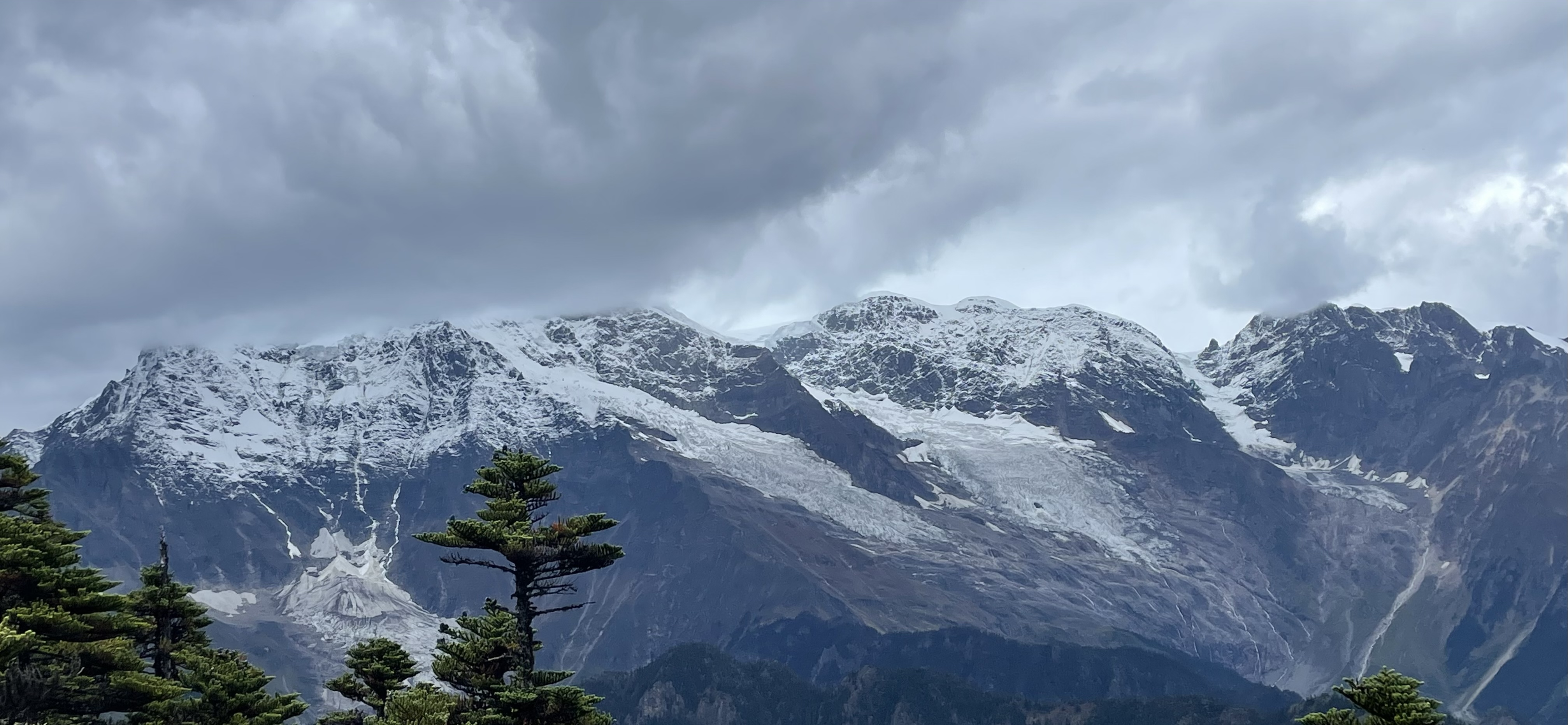
자아리렌안 사진

메이리 설산에는 13개의 주요 봉우리가 있다. 이들은 "타이쯔(황태자) 13봉"이라고도 불린다.
- 카와카르포 (6,740m)

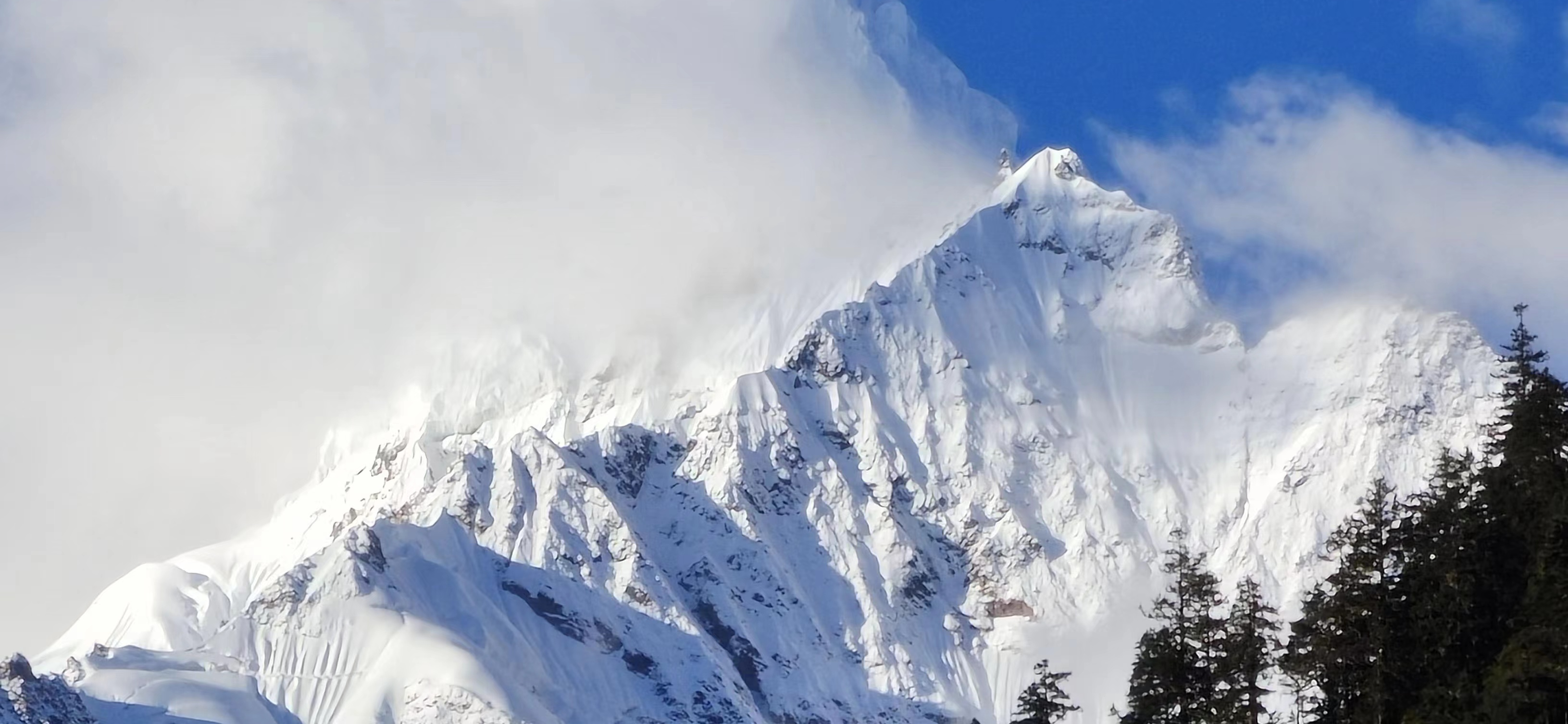
몐쯔무 사진

  - 타이쯔(황태자) 봉우리라고도 불린다.
- 몐쯔무 (6,054m)
  - 여신(왕비) 봉우리라고도 불린다.
- 자아리렌안 (5,470.5m)
  - 5불봉
- 부지옹 쑹제 우쉐 (약 6,000m)
  - 아들 봉우리라고도 불린다.
- 로라 장귀 곤부 (5,229m)
  - 지리적으로 메이리 설산의 주봉
- 바우 바멍 (6,000m)
- 파바 니딩 주자오 (5,880m)
- 마빙 잘라 왕두이 (6,365m)
- 나이리 딩카 (6,379m)
- 코가르 라카 (5,993m)
- 잘라 추니 (5,640m)
- 바두이 (5,157m)
- 잔두이 우쉐 (6,400m)

## 역사

### 탐험 기록
- 1987년: 8월에서 9월까지, 조에쓰 알파인 클럽은 계속되는 눈사태로 인해 카와카르포 원정을 포기했다. (높이: 5,100m) 방향: 밍융 빙하[2]
- 1988년: 니컬러스 클린치가 이끄는 미국 탐험대는 원정을 포기했다. (높이: 4,350m) 방향: 밍융 빙하[2]
- 1989년: 9월에서 11월 사이에, 중국 등반가들과 교토 대학 학술 등산 클럽(AACK)의 합동 탐험대가 결성되어 첫 시도를 했다. (높이: 5,500m) 방향: 유벵[3][2]
- 1990년: 11월에서 1991년 1월 사이에, 이전 합동 탐험대가 두 번째 시도를 하다가 눈사태로 인해 목숨을 잃었다. (높이: 6,470m) 방향: 유벵[3][2]
- 1991년: 1월에, 중국 등산 협회(CMA)가 이끄는 구조대가 이전 합동 탐험대의 C2 캠프(5,300m)에 도달했지만, 1월 21일 폭설로 인해 구조 임무를 포기했다.[3][2]
- 1991년: 4월에서 6월 사이에, 중국과 일본의 합동 수색팀이 여러 눈보라와 눈사태로 인해 임무를 포기했다.[2]
- 1996년: 10월에서 12월 사이에, 중국과 일본 등반가들의 새로운 합동 탐험대가 또 다른 정상 등정 시도를 했지만, 극심한 기상 조건으로 인해 실패했다. (높이: 5,300m) 방향: 유벵[2]

### 등반 금지
카와카르포는 티베트 문화에서 신성한 산이다. 지역 주민들은 산에 오르는 것을 신성 모독으로 여기며, 모든 등산 사고는 신들의 분노로 여겨진다. 지역 문화적 관점을 고려하고 원정대의 안전을 위해 더친의 지방 정부는 메이리 설산 지역에서의 추가 등반 활동을 금지했다.
- 2000년, 윈난성 정부와 네이처 컨서번시(TNC) 사이에 국제 회의가 열렸다. 회의는 카와카르보에서의 모든 등반 활동을 금지할 것을 촉구했다.[2]
- 2001년, 지방 정부에 의해 카와카르보에서의 등반 활동을 앞으로 허용하지 않는다는 법이 통과되었다.[2]

## 기후

### 기온
메이리 설산 지역의 평균 기온은 1990년 이후 매년 증가하는 추세를 보였다.
이 지역의 기온은 서쪽과 동쪽으로 지역을 나누는 산맥에 의해 분포된다. 북서쪽은 기온이 가장 많이 증가하는 반면, 동쪽은 일년 내내 거의 동일하게 유지된다. 메이리 설산 산맥의 기온 상승 추세는 고도와 강한 상관관계를 가진다. 4,000m 이상의 지역에서는 고도 1m당 기온 상승 추세가 더 커진다.

### 강수량
강수량은 매년 크게 감소하는 추세를 보인다. 대부분의 강수량은 여름에 발생하며, 겨울에는 가장 적다.
몬순 기간이 연간 강수량에 가장 크게 기여한다. 강수량의 약 67%가 몬순 기간에 발생한다. 1990년 이후의 모든 관측에서 봄철 강수량은 총 10% 감소했다. 강수량 또한 고도와 강한 상관관계를 가진다. 몬순 기간 동안 산맥 서쪽에서는 고도가 낮아질수록 강수량이 감소한다. 그러나 고도가 3,700m 미만인 산 동쪽에서는 강수량이 크게 증가한다.

### 기후 변화
기온 상승 추세와 강수량 감소 추세로 인해 메이리 설산 산맥은 빙하 수자원이 매년 고갈되는 큰 문제에 직면해 있다. 환경 보호와 이 지역의 수자원 손실 방지가 매년 더욱 중요해지고 있다. 메이리 설산의 환경 보호는 생물군계 시스템에 결정적일 수 있다.